# Constitution Hill, Johannesburg
Okrožje Constitution Hill je sedež ustavnega sodišča Južne Afrike. Je v Braamfonteinu v Johannesburgu blizu zahodnega konca predmestja Hillbrow. Kompleks sestavljajo ustavno sodišče, zapor Old Fort in muzej.
Leta 2024 je Constitution Hill postal območje svetovne dediščine, znano kot območje zapuščine Nelsona Mandele.

## Zgodovina
Na hribu je bila prej utrdba, ki je bila kasneje uporabljena kot zapor. Kompleks zapora Old Fort je znan kot številka štiri. Prvotni zapor je bil zgrajen leta 1892 za namestitev belih moških zapornikov. Old Fort je okoli tega zapora med letoma 1896 in 1899 zgradil Paul Kruger, da bi zaščitil Južnoafriško republiko pred grožnjo britanske invazije. Kasneje so Britanci tukaj zaprli burske vojaške voditelje anglo-burske vojne.
Zapor Old Fort je bil kasneje razširjen in je vključeval »domače« celice, imenovane Oddelek 4 in Oddelek 5, leta 1907 pa je bil dodan ženski oddelek, Ženski zapor. Blok za čakanje na sojenje je bil zgrajen v 1920-ih. V zaporu so bili zaprti tako politični aktivisti, ki so nasprotovali apartheidu, kot tudi navadni kriminalci, v letih 1907, 1913 in 1922 pa so stavkali beli rudarji. V času apartheida je zaporniški kompleks postal priporni center za politične disidente, ki so nasprotovali apartheidu, stavkajoče bele rudarje (v letih 1907, 1913 in 1922), tiste, ki so bili označeni za »proti-establišmentu«, in tiste, ki so preprosto kršili takratne zakone o prepustnicah. Mahatma Gandhi je bil tukaj zaprt leta 1906. Nelson Mandela, Joe Slovo, Bram Fischer, Albert Lutuli in Robert Sobukwe so nekateri od njegovih znanih zapornikov. Zaradi tega so ga zaradi zloglasnosti, po kateri je slovel zaradi zadrževanja teh političnih zapornikov, imenovali tudi »zapor Robben Island v Johannesburgu«. Zaporniki so bili nastanjeni na tem mestu do leta 1983, ko so ga zaprli.
Aktivisti so bili običajno zaprti kot čakajoči na sojenje zaporniki, nato pa so jih poslali na Robben Island ali v Pretorio, da bi prestajali zaporno kazen. Varjenje piva – nezakonita dejavnost, če si bil temnopolt – je v zapor prav tako pripeljalo veliko žensk, kar je prikazano v Ženskem zaporu. Spet druge so bile aretirane zaradi spolnih odnosov čez barvno ograjo ali zaradi homoseksualnega spola. Med praksami, o katerih so poročali med pridržanjem, so bili ponižujoč ples Tauza, pretepanje v zloglasnem zaporu številka 4 za temnopolte moške, večmesečno pridržanje v umazanih, prenatrpanih razmerah v čakalnem bloku za sojenje ali pa so jim v Ženskem zaporu odvzeli spodnje perilo in dostojanstvo.
Stara utrdba je bila leta 1964 razglašena za narodni spomenik, čeprav je kot delujoč zapor delovala do leta 1987, po tem pa so stavbe in območje kot celota trpeli zaradi zanemarjanja in vandalizma. Constitution Hill je bil leta 2004 odprt kot muzej, z ogledi, ki obiskovalce popeljejo v tri zaporniške muzeje: številka štiri, Ženski zapor in Staro utrdbo. Na lokaciji sta tudi Ustavno sodišče in zbirka 200 južnoafriških umetniških del.

## Plamen demokracije
Zunaj lesenih vrat sodne stavbe, sredi trga in v eno od stopnišč starega zapora, je Plamen demokracije. Plamen je bil prižgan 10. decembra 2011, ko je Južna Afrika praznovala 15. obletnico podpisa ustave.

## Ustavno sodišče
Leta 1995 so sodniki ustavnega sodišča začeli iskati stalno lokacijo za novo sodišče. Nova sodna stavba je bila zgrajena z opeko iz porušenega krila nekdanjega zapora številka 4, kjer so čakali na sojenje. Večina zapora je bila porušena, da bi naredili prostor za novo sodišče, vendar so bila stopnišča ohranjena in vključena v novo stavbo kot opomin na to, kako je Južna Afrika premagala temne dni zatiranja. Prva sodna obravnava v novi stavbi na tej lokaciji je bila februarja 2004. Sodna stavba je odprta za javnost, ki se želi udeležiti obravnav ali si ogledati umetniško galerijo v atriju sodišča. V dvorišču je tudi umetniška galerija z zbirko več kot 200 sodobnih umetniških del, ki jih je izbral ustavni sodnik Albie Sachs, vključno z deli Gerarda Sekota, Williama Kentridgea in Cecila Skotnesa.
Hrib gleda na središče Johannesburga na jugu in bogata severna predmestja, kot so Houghton Estate, Parktown in Sandton na severu.

## Zaporniške stavbe Old Fort
Zaporniške stavbe Old Fort so bile zgrajene med letoma 1896 in 1899. Buri so jih zgradili z namenom zadrževanja ujetih britanskih napadalcev. Med anglo-bursko vojno pa so Britanci zavzeli Johannesburg in preuredili zaporniške stavbe Old Fort za zapiranje Burov, od katerih so nekatere tam usmrtili. Britanci so tukaj zaprli celo pomembne burske voditelje anglo-burske vojne kmalu po tem, ko jim je uspelo zavzeti in nadzorovati Johannesburg.
Pod vlado apartheida so bili v zaporniških stavbah Old Fort zaprti le belci, razen Nelsona Mandele, ki je bil tam zaprt, potem ko je vlada prejela namig o poskusu pobega. Mandela je leta 1962 pred sojenjem Rivonia dobil posteljo v bolnišničnem oddelku kot zapornik, kjer je čakal na sojenje.
V starih zaporniških blokih se lahko obiskovalci več naučijo o težki poti Južne Afrike do svobode in demokracije iz stalnih muzejskih razstav, ki vključujejo osebna pričevanja nekdanjih zapornikov, paznikov in drugih objektov.

### Številka 4
Številka 4, imenovana tudi »domači zapor«, je del kompleksa Old Fort, ki je bil rezerviran za temnopolte moške. Številka štiri je bila nekoč dom zapornikov, kot so Mahatma Gandhi, Robert Sobukwe in študenti vstaje v Sowetu leta 1976.
- Številka 4
- Izolacijske celice na številki 4

### Ženski zapor
Ženski zapor Constitution Hills je bil zgrajen leta 1909 kot stavba v viktorijanskem slogu z ločenimi oddelki za belce in druge rase. Obravnava z zaporniki je bila tukaj v veliki meri odvisna od njihove rase. Z belimi zaporniki so ravnali bolje v primerjavi z drugimi rasami, ki so bile natrpane v svojih celicah s slabimi in neustreznimi sanitarnimi razmerami.
Med pomembnejšimi zaporniki, ki so bili nekoč zaprti tukaj, sta Winnie Mandela in Albertina Sisulu, ki sta bili obe politični aktivistki in sta bili aretirani zaradi svojih dejavnosti z Afriškim nacionalnim kongresom. Leta 1932 je bila tukaj zaprta Daisy de Melker, ki je zastrupila svoja dva moža in sina. Kasneje je bila obsojena zaradi umora in usmrčena z obešanjem.
Leta 1983 so v stavbi ukinili žensko zaporno kazen in z njo povezane dejavnosti. Stavba je bila kasneje preurejena v ženski center.
- Izolacijske celice v ženskem zaporu
- Knjižica dovoljenj ali Dompass, razstavljena kot artefakt apartheida v ženskem zaporu
- Skulptura ščetk in krp, ki prikazujejo razmere v ženskem zaporu
- Higienski vložek, ki so ga uporabljale zapornice
- Zgornji hodnik ženskega zapora. Zdaj razstavni prostor

## Muzej
Muzejski del vključuje Mandelovo celico, kjer je bil Nelson Mandela nastanjen, ko je bil tukaj v zaporu med izdajalskim procesom leta 1956.